# Joseph Pouchot
 Joseph Pouchot  (né à Grenoble le 9 novembre 1720, mort à Grenoble le 7 septembre 1792) est un ecclésiastique qui fut évêque constitutionnel du département de l'Isère de 1790 à 1792.

## Biographie
Joseph Pouchot nait à Grenoble ; d'origine modeste, il est le douzième et dernier enfant de Léonard Pouchot (mort en 1721), « marchand gantier » et d'Elisabeth Durand. À la veille de la Révolution française il est curé de Saint-Ferjus. 
Après le vote de la constitution civile du clergé et l'émigration de l'évêque de Grenoble, Henri-Charles du Lau d'Allemans qui n'avait jamais rejoint son diocèse, il est élu le 27 février 1791 au 3e tour avec 227 voix contre 145 à Guillaume-Louis du Tillet ancien évêque d'Orange, comme évêque constitutionnel du département de l'Isère, grâce à l'intervention de son neveu par alliance Jean-Baptiste Annibal Aubert du Bayet qui lui permet de devenir évêque. Il est proclamé le 2 mars suivant. Son mandat est bref car il meurt dans sa ville natale, unanimement regretté pour « sa modération et sa charité » le 7 septembre 1792.